# Столяр, Давид Яковлевич
Давид Яковлевич Столяр (англ. David Stoliar) (30 октября 1922, Кишинёв — 1 мая 2014, Бенд, Орегон) — единственный выживший из семисот шестидесяти девяти пассажиров корабля еврейских беженцев «Струма», потопленного в 1942 году.

## Биография
Родился в Бессарабии (тогда в составе Румынии). В 1941 году попал в румынский трудовой лагерь для евреев. С помощью отца оказался в числе пассажиров «Струмы», хотевших добраться до Страны Израиля.
24 февраля 1942 года корабль вместе с людьми был потоплен советской подводной лодкой либо подорвался на мине. Столяр успел прыгнуть в воду до того, как корабль утонул. Остальные пассажиры в момент взрыва спали в трюме и даже не успели понять, что произошло. Позднее он вспоминал, что «корабль, будто по мановению волшебной палочки, начал погружаться на дно». Давид нашёл крупный обломок корабля и продержался на нём до прибытия спасательной лодки на следующий после катастрофы день. По словам Давида, спасла его и кожаная куртка, не позволившая сгинуть в пучине холодных вод. «От холода мои руки не слушались», — скажет потом Столяр.
После спасения он был арестован властями Турции, провёл шесть недель в местной тюрьме, затем передан британскому мандатному руководству Палестины. О гибели «Струмы» он сообщил английскому офицеру. Пройдя допросы в британской контрразведке, Давид Столяр вступил в Восьмую британскую армию. Участвовал в боях с нацистами в Северной Африке.
Столяр-старший, который сделал все для спасения сына, пережил лагерь и остался жив. Мать погибла в Освенциме. В 1945 году Столяр женился, а в 1948-м участвовал в Войне за Независимость Израиля. Впоследствии переехал в США. От первого брака у него родился сын. Его жена умерла в 1961 году. В 1968 году Столяр женился вновь.
В 1970 году он рассказал жене об истории «Струмы». Жена написала об этом журналистам, появились статьи, после чего к Столяру обратились несколько режиссёров из Голливуда с предложением участвовать в написании сценария для фильма об этой трагедии. Столяр от сделки отказался.
Давид Столяр проживал с женой Мардой в штате Орегон до своей кончины 1 мая 2014 года.